# Гринько, Иван Устинович
Иван Устинович Гринько (1922—1989) — полковник Советской Армии, участник Великой Отечественной войны, Герой Советского Союза (1944).

## Биография
Иван Гринько родился 6 октября 1922 года в посёлке Кузнецовский (ныне — Джурунский район Актюбинской области Казахстана) в семье крестьянина. Молдаванин  Окончил первый курс Ташкентского железнодорожно-строительного техникума. В 1940 году Гринько был призван на службу в Рабоче-крестьянскую Красную Армию. В 1942 году он окончил Чкаловскую военную авиационную школу лётчиков. Участвовал в Великой Отечественной войне.
К августу 1944 года капитан Иван Гринько был заместителем командира эскадрильи 190-го штурмового авиаполка (214-й штурмовой авиадивизии, 15-й воздушной армии, 2-го Прибалтийского фронта). К тому времени он совершил 129 боевых вылетов на штурмовку и бомбардировку скоплений боевой техники и живой силы противника, его аэродромов и оборонительных сооружений, уничтожив 16 танков, 97 автомашин, 21 зенитную точку, 19 артиллерийских орудий, 7 железнодорожных вагонов, 2 склада с боеприпасами, более 100 солдат и офицеров противника. В воздушных боях сбил 2 самолёта.
Указом Президиума Верховного Совета СССР от 26 октября 1944 года за «образцовое выполнение боевых заданий командования на фронте борьбы с немецкими захватчиками и проявленные при этом мужество и героизм» капитан Иван Гринько был удостоен высокого звания Героя Советского Союза с вручением ордена Ленина и медали «Золотая Звезда» за номером 5269.
В 1946 году Гринько был уволен в запас. В 1952 году он повторно был призван на службу. В 1960 году в звании полковника Гринько был уволен в запас. Проживал в городе Уральске Казахской ССР. Скончался 14 сентября 1989 года, похоронен в Уральске.

## Награды
Был также награждён тремя орденами Красного Знамени, орденами Кутузова 3-й степени, Александра Невского, двумя орденами Отечественной войны 1-й степени, орденами Отечественной войны 2-й степени и Красной Звезды, а также рядом медалей.

## Память
Его имя увековечено на мемориале на Аллее Героев в городе Актобе (Республика Казахстан).